# ラリー・スウェーデン

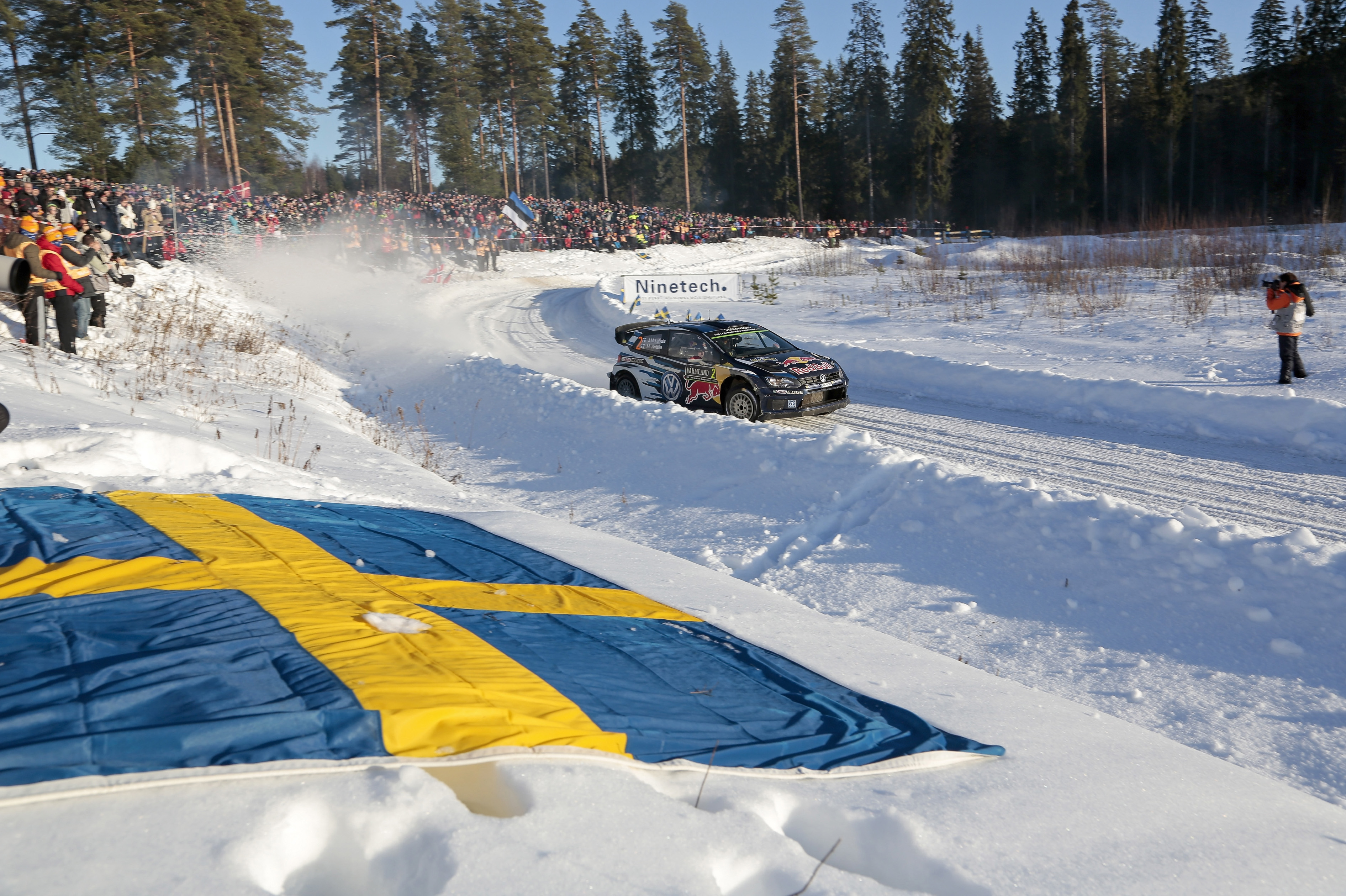

ラリー・スウェーデン（Rally Sweden, 典: Svenska rallyt）は、スウェーデンで開催される世界ラリー選手権 (WRC) のイベント。スウェディッシュ・ラリー (Swedish Rally) とも呼ばれる。現在ではWRC唯一のフルスノーラリー。

## 歴史
1950年にインターナショナル・スウェーデン・ラリーとしてスタート。最初は真夏のミッドナイト・サン（白夜）ラリーとして行なわれたが、1965年より真冬のイベントとして行なわれてきた。WRCでは開幕戦モンテカルロの後に続く冬季の連戦として定着している。2010年はラリー・ノルウェーが財政難で中止されたためノルウェーとの共催で開催された。
ラリー・フィンランド以上にスカンジナビアンが強いラリーとして知られ、地元スウェーデン勢とフィンランド勢の独壇場であった。この2ヶ国以外では、2005年にノルウェー人のペター・ソルベルグが優勝している。北欧勢以外で優勝したのはセバスチャン・ローブ（フランス）とセバスチャン・オジェ（フランス）、ティエリー・ヌービル（ベルギー）、オィット・タナック（エストニア）の、エルフィン・エバンス（イギリス）の5名。
1990年は雪不足のため開催が中止された。2016年も雪不足に見舞われ、選手側がスパイクタイヤでグラベルを走行する危険性を協議し、出走拒否（ボイコット）の可能性もあったが、最終的にスケジュールを大幅に短縮して開催された。2020年も雪不足のため19SS（300.84km）を9SS（148.55km）に半減して開催された。
2021年は、新型コロナウイルス感染症の影響で、開催中止となった
2022年は、北東部の都市ウメオへと本拠地が移された。北極圏までトルスビーよりも730kmほど近い所でのラリーとなる。

## 特徴
針葉樹の森の中を行くグラベルコースだが、コースの大半が雪や氷で覆われているため、スノーラリーと呼ばれている。氷点下20度の極寒のコンディションで行なわれ、低温によって油圧系統の機能が落ちたり、逆にインテークに雪が詰まるとエンジンがオーバーヒートする恐れもある。近年は気温が上がり、積雪量が少ないこともある。例年、ヴェーネルン湖の北岸カールスタードを拠点にしていたが、積雪量を確保するためルートを北へ移動し、一部でノルウェーとの国境をまたぐ形をとっている。
コースは比較的フラットで高速コーナーが連続し、雪上イベントでも平均速度はグラベルのラリー・フィンランドに次いで高い。コーナーへの侵入では、コースサイドの雪壁（スノーバンク）にマシンの鼻先を当てて向きを変える特殊なテクニックが使われる。
このイベント用に幅20cm弱のナロートレッドに突き出し量6.5mmのスタッドを380本以上打ち込んだ特製スパイクタイヤが投入される。通常よりもタイヤが細いのは、接地面の面圧を上げてスタッドをしっかり食い込ませるため。スタッドが固い氷を噛むことで、ターマックをしのぐ強いグリップ力が発生する。SSのループ走行ではグラベルが露出してスタッドが脱落してしまうことがあるので、タイヤの温存にも配慮しなければならない。

## コリンズ・クレスト

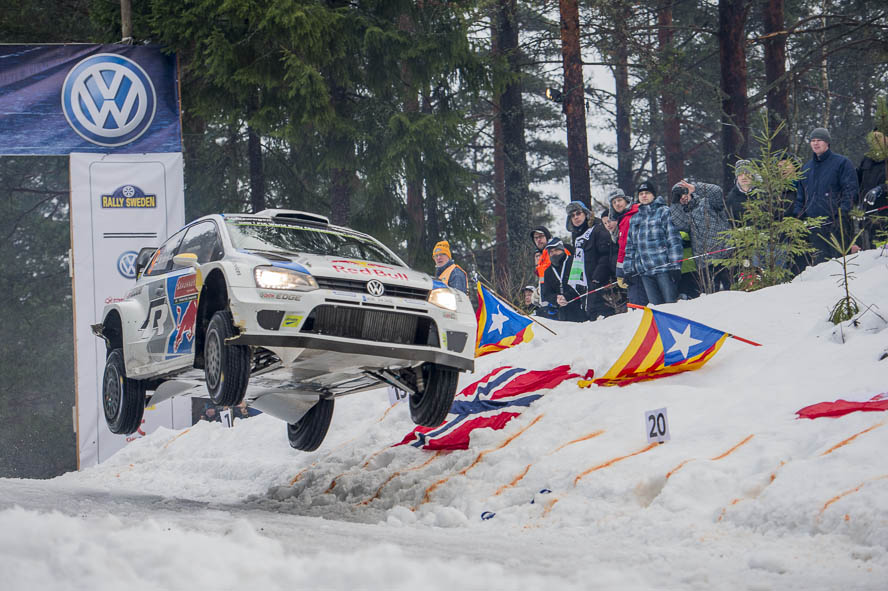
コリンズ・クレスト

ヴォルゴーセン (Vargasen) のSSにはかつてコリン・マクレーが豪快な大ジャンプを見せた「コリンズ・クレスト (Colin's Crest) 」と呼ばれる高速ジャンピングスポットがあり、大勢の見物客がつめかける観戦ポイントでもある。マクレーがヘリコプター事故で亡くなった翌年（2008年）より毎年一番の飛距離を記録した選手へ「コリンズ・クレスト賞」が贈られる。過去の最長ジャンプは2016年にアイビン・ブリニルドセン（フォード・フィエスタR5）が記録した45m。
歴代コリンズ・クレスト賞受賞者
- 2008年 カリド・アルカシミ 36m
- 2010年 マリウス・アーセン 37m
- 2011年 ケン・ブロック 37m
- 2012年 オィット・タナック 32m
- 2013年 ティエリー・ヌービル 35m
- 2014年 ユホ・ハンニネン 36m
- 2015年 ティエリー・ヌービル 44m
- 2016年 アイビン・ブリニルドセン 45m
- 2017年 マッズ・オストベルグ 44m
- 2018年 マッズ・オストベルグ 42m
- 2019年 クリス・ミーク 41m

## 歴代優勝者（1973年以降）
| 年       | 優勝者                   | 優勝者                   | 車輌                              |
| 年       | ドライバー               | コ・ドライバー           | 車輌                              |
| -------- | ------------------------ | ------------------------ | --------------------------------- |
| 1973年   | スティグ・ブロンクビスト | アーネ・ヘルツ           | サーブ・96V4                      |
| 1975年   | ビョルン・ワルデガルド   | ハンス・ソルセリウス     | ランチア・ストラトス              |
| 1976年   | パー・エクルンド         | ビョルン・セダーベルグ   | サーブ・96V4                      |
| 1977年   | スティグ・ブロンクビスト | ハンス・シルヴァン       | サーブ・99EMS                     |
| 1978年   | ビョルン・ワルデガルド   | ハンス・ソルセリウス     | フォード・エスコートRS1800        |
| 1979年   | スティグ・ブロンクビスト | ビョルン・セダーベルグ   | サーブ・99ターボ                  |
| 1980年   | アンデルス・クラング     | ブルーノ・ベルグルンド   | オペル・アスコナ400               |
| 1981年   | ハンヌ・ミッコラ         | アーネ・ヘルツ           | アウディ・クワトロ                |
| 1982年   | スティグ・ブロンクビスト | ビョルン・セダーベルグ   | アウディ・クワトロ                |
| 1983年   | ハンヌ・ミッコラ         | アーネ・ヘルツ           | アウディ・クワトロA1              |
| 1984年   | スティグ・ブロンクビスト | ビョルン・セダーベルグ   | アウディ・クワトロA2              |
| 1985年   | アリ・バタネン           | テリー・ハリーマン       | プジョー・205T16                  |
| 1986年   | ユハ・カンクネン         | ユハ・ピロネン           | プジョー・205T16E2                |
| 1987年   | ティモ・サロネン         | セッポ・ハルヤンヌ       | マツダ・323 4WD                   |
| 1988年   | マルク・アレン           | イルッカ・キビマキ       | ランチア・デルタHF 4WD            |
| 1989年   | イングバー・カールソン   | パー・カールソン         | マツダ・323 4WD                   |
| 1991年   | ケネス・エリクソン       | スタファン・パルマンダー | 三菱・ギャランVR-4                |
| 1992年   | マッツ・ジョンソン       | ラース・バックマン       | トヨタ・セリカGT-Four             |
| 1993年   | マッツ・ジョンソン       | ラース・バックマン       | トヨタ・セリカターボ4WD           |
| 1994年†  | トマス・ラドストローム   | ラース・バックマン       | トヨタ・セリカターボ4WD           |
| 1995年†† | ケネス・エリクソン       | スタファン・パルマンダー | 三菱・ランサーエボリューションII  |
| 1996年   | トミ・マキネン           | セッポ・ハルヤンヌ       | 三菱・ランサーエボリューションIII |
| 1997年   | ケネス・エリクソン       | スタファン・パルマンダー | スバル・インプレッサWRC           |
| 1998年   | トミ・マキネン           | リスト・マニセンマキ     | 三菱・ランサーエボリューションIV  |
| 1999年   | トミ・マキネン           | リスト・マニセンマキ     | 三菱・ランサーエボリューションVI  |
| 2000年   | マーカス・グロンホルム   | ティモ・ラウティアイネン | プジョー・206WRC                  |
| 2001年   | ハリ・ロバンペラ         | リスト・ピエティライネン | プジョー・206WRC                  |
| 2002年   | マーカス・グロンホルム   | ティモ・ラウティアイネン | プジョー・206WRC                  |
| 2003年   | マーカス・グロンホルム   | ティモ・ラウティアイネン | プジョー・206WRC                  |
| 2004年   | セバスチャン・ローブ     | ダニエル・エレナ         | シトロエン・クサラWRC             |
| 2005年   | ペター・ソルベルグ       | フィル・ミルズ           | スバル・インプレッサWRC           |
| 2006年   | マーカス・グロンホルム   | ティモ・ラウティアイネン | フォード・フォーカスWRC           |
| 2007年   | マーカス・グロンホルム   | ティモ・ラウティアイネン | フォード・フォーカスWRC           |
| 2008年   | ヤリ＝マティ・ラトバラ   | ミイカ・アンティラ       | フォード・フォーカスWRC           |
| 2010年   | ミッコ・ヒルボネン       | ヤルモ・レーティネン     | フォード・フォーカスWRC           |
| 2011年   | ミッコ・ヒルボネン       | ヤルモ・レーティネン     | フォード・フィエスタWRC           |
| 2012年   | ヤリ＝マティ・ラトバラ   | ミイカ・アンティラ       | フォード・フィエスタWRC           |
| 2013年   | セバスチャン・オジェ     | ジュリアン・イングラシア | フォルクスワーゲン・ポロ R WRC    |
| 2014年   | ヤリ＝マティ・ラトバラ   | ミイカ・アンティラ       | フォルクスワーゲン・ポロ R WRC    |
| 2015年   | セバスチャン・オジェ     | ジュリアン・イングラシア | フォルクスワーゲン・ポロ R WRC    |
| 2016年   | セバスチャン・オジェ     | ジュリアン・イングラシア | フォルクスワーゲン・ポロ R WRC    |
| 2017年   | ヤリ＝マティ・ラトバラ   | ミイカ・アンティラ       | トヨタ・ヤリスWRC                 |
| 2018年   | ティエリー・ヌービル     | ニコラ・ジルソウル       | ヒュンダイ i20クーペWRC           |
| 2019年   | オィット・タナック       | マルティン・ヤルヴェオヤ | トヨタ・ヤリスWRC                 |
| 2020年   | エルフィン・エバンス     | スコット・マーティン     | トヨタ・ヤリスWRC                 |
| 2021年   | 中止                     | 中止                     | 中止                              |
| 2022年   | カッレ・ロバンペラ       | ヨンネ・ハルトゥネン     | トヨタ・GRヤリス ラリー1          |
| 2023年   | オィット・タナック       | マルティン・ヤルヴェオヤ | フォード・プーマ ラリー1          |
| 2024年   | エサペッカ・ラッピ       | ヤンネ・フェルム         | ヒョンデ・i20 N ラリー1           |
| 2025年   | エルフィン・エバンス     | スコット・マーティン     | トヨタ・GRヤリス ラリー1          |

- † 1994年は2リッターワールドカップ (W2L) として開催。
- †† 1995年はWRCとW2Lの併催。